# Tri-State (album)
Tri-State é o álbum de estreia do grupo de música eletrônica, Above & Beyond. Foi lançado em 2006 por sua própria gravadora, Anjunabeats, e conta com participações de Richard Bedford, Andy Moor, Carrie Skipper, Ashley Tomberlin, Zoë Johnston e Hannah Thomas.

## Recepção
O álbum foi recebido de maneira boa, com Air for Life, Alone Tonight e Good for Me sendo alguns dos primeiros êxitos do grupo. Air for Life foi escolhida com a música do ano pelos ouvintes do A State of Trance de Armin van Buuren em 2005. No ano seguinte, o club mix de Good for Me também levou o título de música do ano.

## Faixas[1]
| N.º            | Título                          | Produtores               | Duração |  |
| 1.             | "Tri-State"                     | Above & Beyond           | 4:11    |  |
| 2.             | "Stealing Time"                 | Above & Beyond           | 7:11    |  |
| 3.             | "World on Fire"                 | Above & Beyond           | 4:43    |  |
| 4.             | "Air For Life" (with Andy Moor) | Above & Beyond Andy Moor | 7:27    |  |
| 5.             | "Can't Sleep"                   | Above & Beyond           | 7:23    |  |
| 6.             | "Hope"                          | Above & Beyond           | 4:28    |  |
| 7.             | "Liquid Love"                   | Above & Beyond           | 6:42    |  |
| 8.             | "In the Past"                   | Above & Beyond           | 2:30    |  |
| 9.             | "Alone Tonight"                 | Above & Beyond           | 6:22    |  |
| 10.            | "Good For Me"                   | Above & Beyond Johnston  | 5:40    |  |
| 11.            | "For All I Care"                | Above & Beyond           | 5:50    |  |
| 12.            | "Indonesia"                     | Above & Beyond           | 5:01    |  |
| 13.            | "Home"                          | Above & Beyond           | 7:11    |  |
| Duração total: | Duração total:                  | Duração total:           | 74:39   |  |

1. 1 2  Store, Anjuna Music, Above & Beyond - Tri-State. Anjuna Music Store., consultado em 1 de fevereiro de 2022
2. ↑  «Episode 228 (Top 20 of 2005)». A State of Trance (em inglês). Consultado em 1 de fevereiro de 2022
3. ↑  «Episode 280 (Top 20 of 2006)». A State of Trance (em inglês). Consultado em 1 de fevereiro de 2022